# Haidershofen
Haidershofen ist eine Gemeinde mit 3721 Einwohnern (Stand 1. Jänner 2025) im Gerichtsbezirk und Bezirk Amstetten in Niederösterreich.

## Geografie
Haidershofen liegt im Mostviertel in Niederösterreich an der Grenze zu Oberösterreich nahe der Stadt Steyr. Die Fläche der Gemeinde umfasst 32,04 Quadratkilometer, etwa 14 % der Fläche sind bewaldet.

### Gemeindegliederung
Haidershofen besteht aus sechs Katastralgemeinden (Fläche Stand: 31. Dezember 2023):
- Brunnhof (711,36 ha) samt Burg, Grub, Hundsdorf, Mondscheinberg und Würzberg
- Dorf an der Enns (455,61 ha) samt Aichberg, Hainbuch, Püreck und Unterburg
- Haidershofen (486,06 ha) samt Buching, Mosing und Reiterdorf
- Sträußl (602,25 ha) samt Haag, Reinthal und Wies
- Tröstelberg (517,76 ha) samt Anger Glinzing, Landsiedl, Neuhaus und Samendorf
- Vestenthal (430,82 ha) samt Dirnberg, Hagling, Kerschbaum und Linzeröd

Einzige Ortschaft ist Haidershofen, der Sitz des Gemeindeamtes befindet sich in der Katastralgemeinde Vestenthal.
Ortsteile von Haidershofen sind Aichberg, Anger, Brunnhof, Buching, Burg, Dirnberg, Dorf an der Enns, Glinzing, Grub, Haag, Hagling, Hainbuch, Hundsdorf, Kerschbaum, Landsiedl, Linzeröd, Mondscheinberg, Mosing, Neuhaus, Püreck, Reinthal, Reiterdorf, Samendorf, Sträußl, Tröstlberg, Unterburg, Vestenthal, Wies, Würzberg und einige Einzellagen.

### Nachbargemeinden
| Kronstorf (Bez. Linz-Land OÖ)                          | Ernsthofen                                  | Haag                |
| Steyr (Statutarstadt OÖ), Dietach (Bez. Steyr-Land OÖ) | Kompassrose, die auf Nachbargemeinden zeigt | Weistrach           |
| Behamberg                                              |                                             | St. Peter in der Au |

## Geschichte
Aus der Altsteinzeit stammt das am Lehberg gefundene „älteste Schminkset der Welt“.
Die Gründung der Siedlung Haidershofen beruht auf einer planmäßigen Anlegung einer Festungslinie durch bayrische Hochadelige mit Namen Haderich (Haderico, Hadericus, Hadrer) kurz vor 1000 n. Chr., woraus sich der Ortsname Haidershofen erwiesenermaßen ableitet. Diese Haderiche waren „ritterliche Kämpfer und ausgebildete Strategen“ des Kaisers und der Markgrafen. Der Name Haderich steht für Verteidiger bzw. Verteidigung (von „hadern“, also ringen, kämpfen kommend). Haidershofen besitzt noch die Festung der Haderiche an der Enns und den klingenden Namen Vestenthal (Festungstal) gleich in nächster Nähe.
Die organisierte Freiwillige Feuerwehr Haidershofen gibt es seit 1. Juni 1894. Der Spar- und Darlehnskassenverein Haidershofen (heute Raiffeisengenossenschaften in Österreich) wurde am 1. März 1902 gegründet. Laut Adressbuch von Österreich waren im Jahr 1938 in der Ortsgemeinde Haidershofen ein Arzt, eine Bäckerin, sieben Gastwirte, vier Gemischtwarenhändler, eine Hebamme, ein Landesproduktehändler, ein Maurer, zwei Schuster, ein Tischler, ein Viehhändler, ein Zementwarenerzeuger und mehrere Landwirte ansässig.
Per 1. März 2014 wurden die Adressen umgestellt und die Postleitzahl für die ganze Gemeinde auf 4431 vereinheitlicht.

### Bevölkerungsentwicklung
| Haidershofen: Einwohnerzahlen von 1869 bis 2025     | Haidershofen: Einwohnerzahlen von 1869 bis 2025 | Haidershofen: Einwohnerzahlen von 1869 bis 2025 | Haidershofen: Einwohnerzahlen von 1869 bis 2025 | Haidershofen: Einwohnerzahlen von 1869 bis 2025 |
| --------------------------------------------------- | ----------------------------------------------- | ----------------------------------------------- | ----------------------------------------------- | ----------------------------------------------- |
| Jahr                                                |                                                 |                                                 |                                                 | Einwohner                                       |
| 1869                                                | 1869                                            |                                                 | 1.813                                           | 1.813                                           |
| 1880                                                | 1880                                            |                                                 | 1.878                                           | 1.878                                           |
| 1890                                                | 1890                                            |                                                 | 1.953                                           | 1.953                                           |
| 1900                                                | 1900                                            |                                                 | 1.879                                           | 1.879                                           |
| 1910                                                | 1910                                            |                                                 | 2.046                                           | 2.046                                           |
| 1923                                                | 1923                                            |                                                 | 2.049                                           | 2.049                                           |
| 1934                                                | 1934                                            |                                                 | 2.096                                           | 2.096                                           |
| 1939                                                | 1939                                            |                                                 | 2.113                                           | 2.113                                           |
| 1951                                                | 1951                                            |                                                 | 2.110                                           | 2.110                                           |
| 1961                                                | 1961                                            |                                                 | 2.185                                           | 2.185                                           |
| 1971                                                | 1971                                            |                                                 | 2.655                                           | 2.655                                           |
| 1981                                                | 1981                                            |                                                 | 2.981                                           | 2.981                                           |
| 1991                                                | 1991                                            |                                                 | 3.190                                           | 3.190                                           |
| 2001                                                | 2001                                            |                                                 | 3.436                                           | 3.436                                           |
| 2011                                                | 2011                                            |                                                 | 3.566                                           | 3.566                                           |
| 2021                                                | 2021                                            |                                                 | 3.711                                           | 3.711                                           |
| 2025                                                | 2025                                            |                                                 | 3.721                                           | 3.721                                           |
| Quelle(n): Statistik Austria, Gebietsstand 1.1.2021 |                                                 |                                                 |                                                 |                                                 |

## Kultur und Sehenswürdigkeiten
- Schloss Dorf[6] an der Enns wurde im 17. Jahrhundert erbaut.
- Schloss Vestenthal: ehemaliges Wasserschloss, quadratischer Bau mit Rundtürmchen, belegt seit 1254, bewohnt.
- Katholische Pfarrkirche Haidershofen hl. Severin: Der Turm ist rund 1000 Jahre alt. Früher stand an der Stelle nur ein Wehrturm (der heutige Glockenturm), in dem heute noch eine eiserne Kanonenkugel der Franzosen steckt. Durch Anbau eines barocken Kirchenschiffes wurde er zu einem Glockenturm umfunktioniert.
- Katholische Pfarrkirche Vestenthal hl. Niklaus von Flüe: Von 1957 bis 1962 erbaute große Dorfkirche; nun Pfarrkirche der am 1. September 1967 neu entstandenen Pfarre.
- Kapelle „Maria Burg“, erbaut 1452, heute Rest einer Ende des 19. Jahrhunderts abgetragenen Kirche.

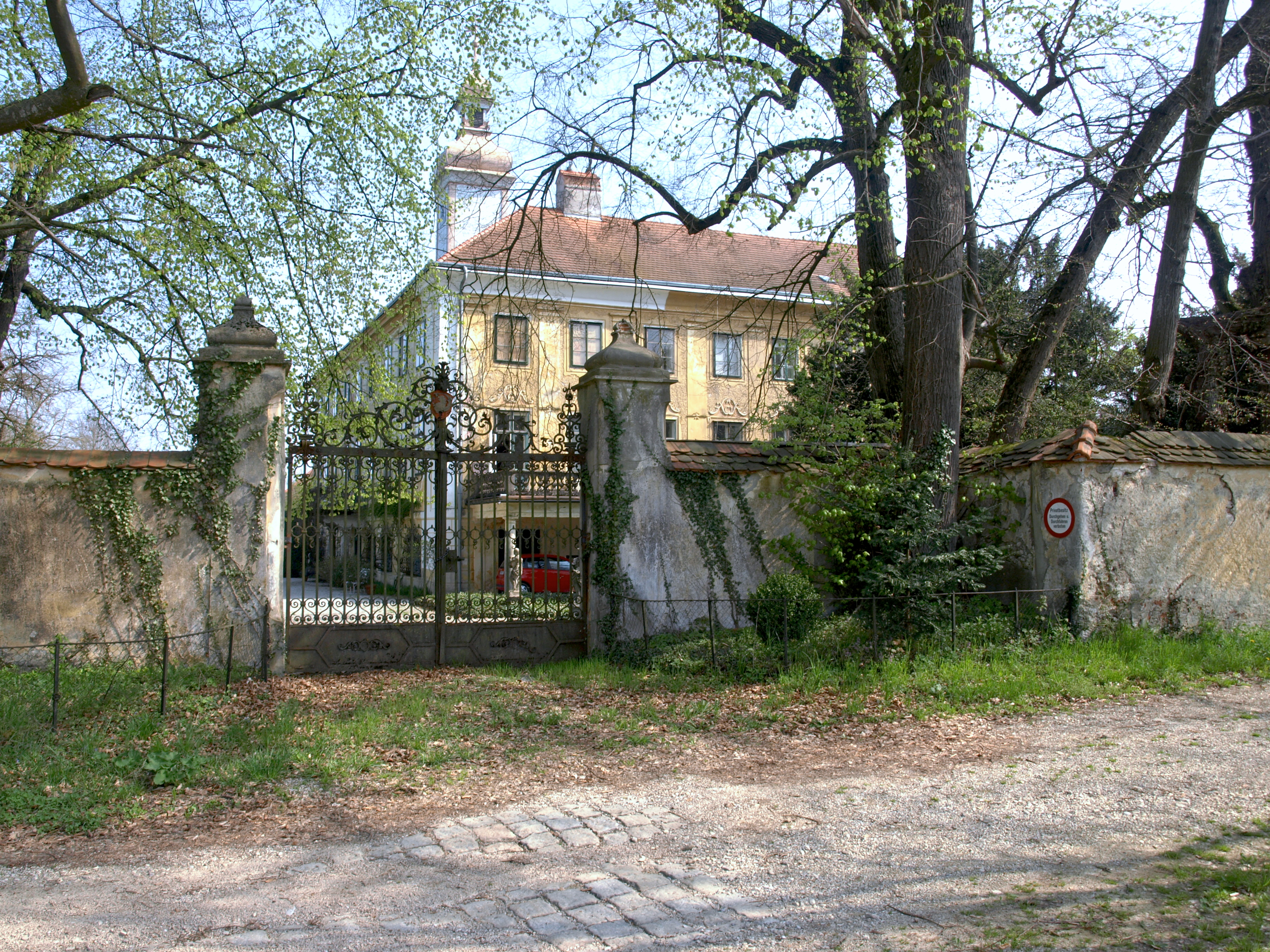
Schloss Dorf
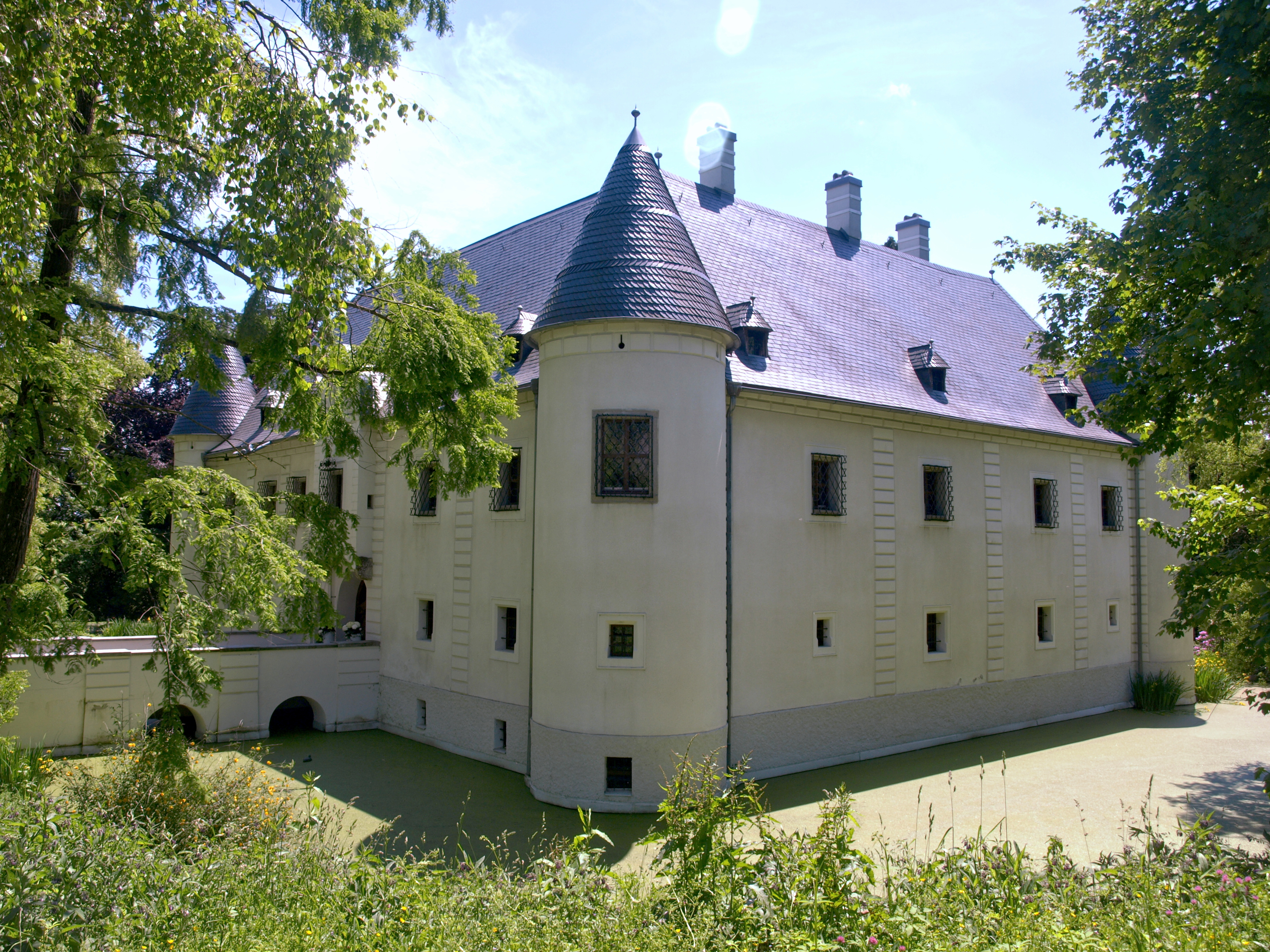
Schloss Vestenthal
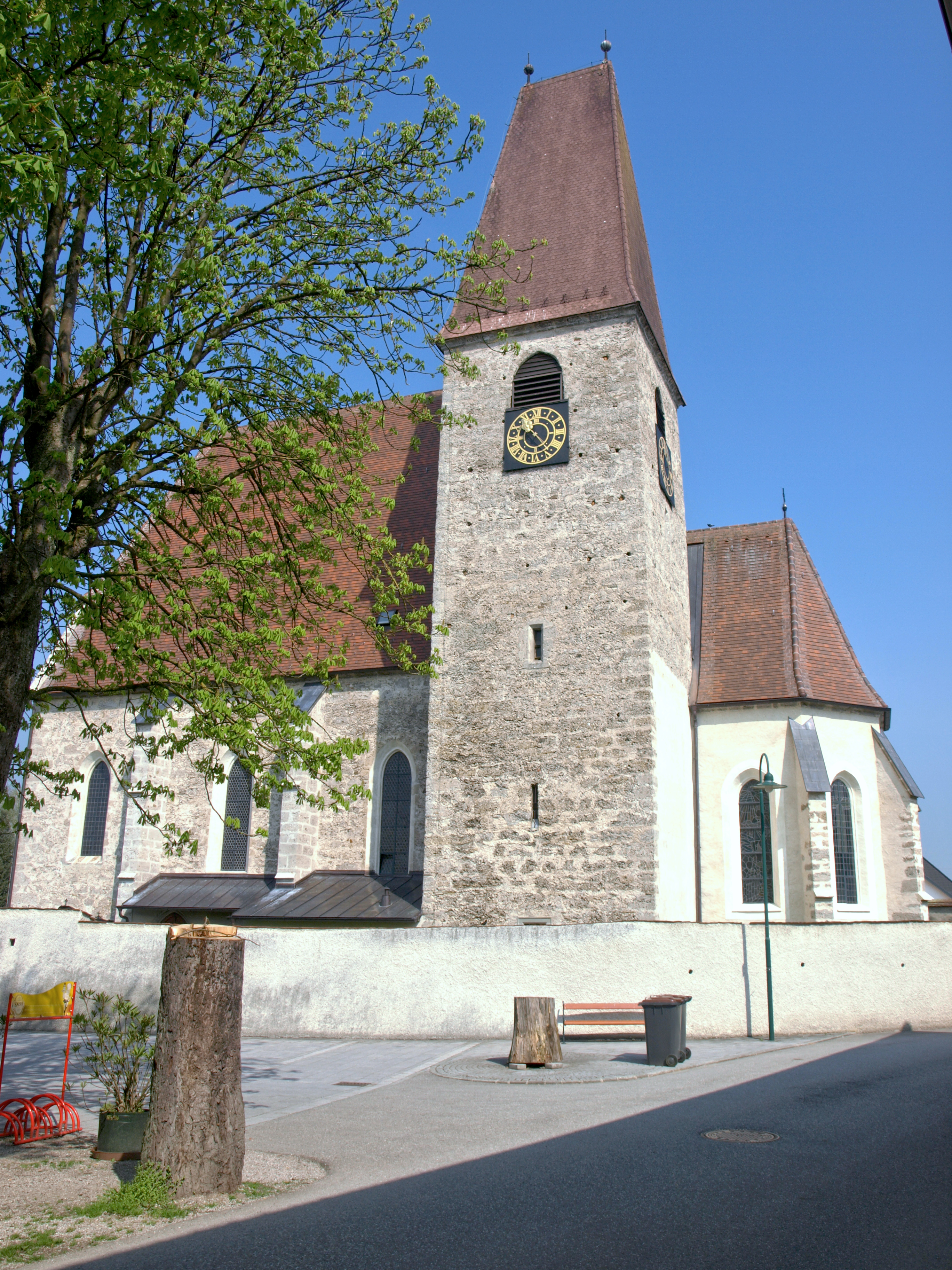
Pfarrkirche Haidershofen
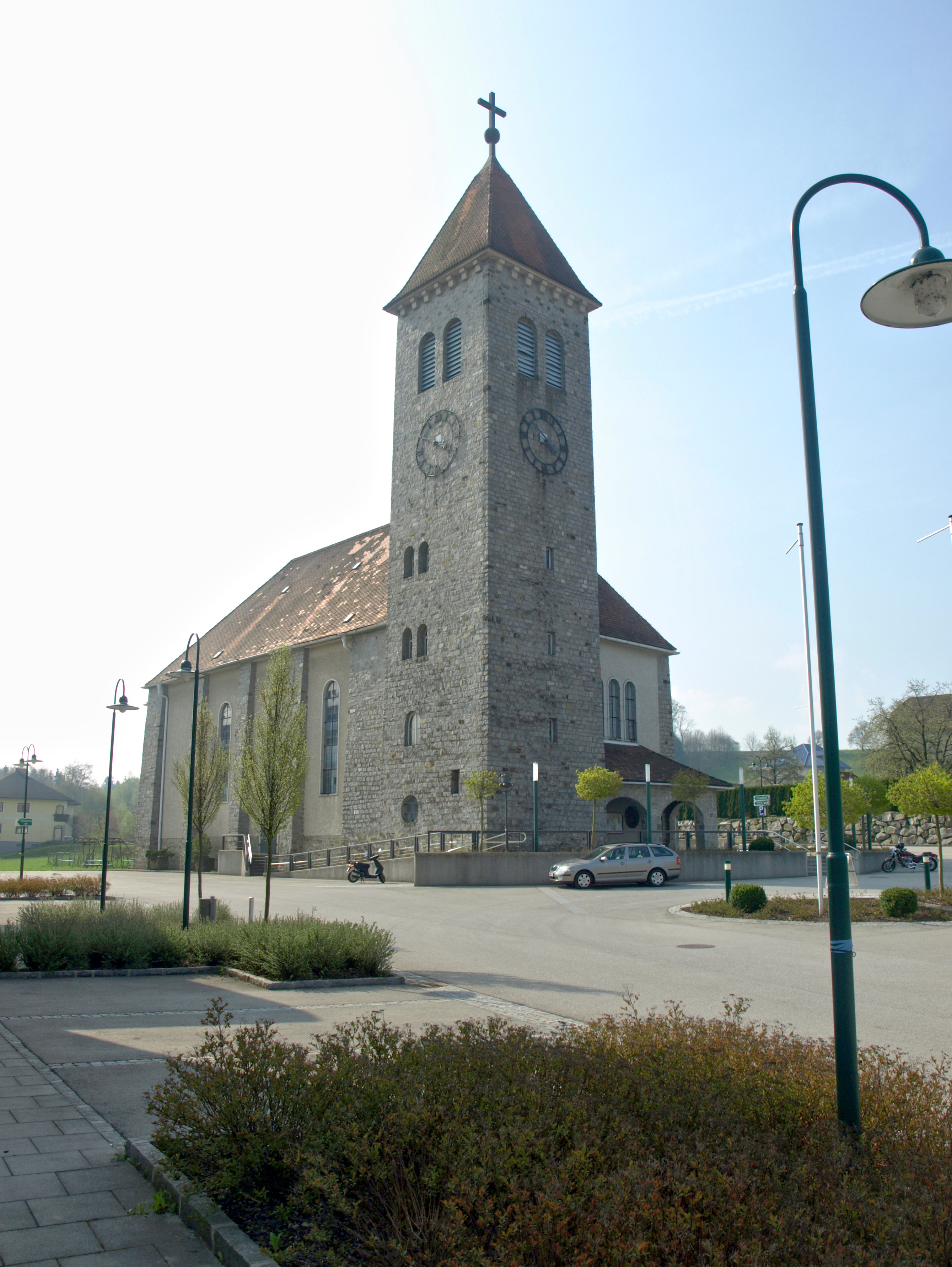
Pfarrkirche Vestenthal

Musik
- Im Jahr 1884 wurde der Musikverein Haidershofen gegründet.
- Seit 1974 probt und konzertiert regelmäßig das Kammerorchester Haidershofen.

## Wirtschaft und Infrastruktur

### Wirtschaftssektoren
Von den 116 landwirtschaftlichen Betrieben des Jahres 2010 wurden 52 im Haupt-, 61 im Nebenerwerb und 3 von Personengemeinschaften geführt. Die Haupterwerbsbauern bewirtschafteten zwei Drittel der Flächen. Die höchsten Beschäftigungszahlen im Produktionssektor hatten die Bereiche Herstellung von Waren (159) und Bauwirtschaft (49). Die wichtigsten Arbeitgeber im Dienstleistungssektor waren die Bereiche soziale und öffentliche Dienste (96) und Handel (74 Mitarbeiter).
| Wirtschaftssektor            | Anzahl Betriebe | Anzahl Betriebe | Erwerbstätige | Erwerbstätige |
| Wirtschaftssektor            | 2011            | 2001            | 2011          | 2001          |
| ---------------------------- | --------------- | --------------- | ------------- | ------------- |
| Land- und Forstwirtschaft 1) | 116             | 156             | 120           | 126           |
| Produktion                   | 29              | 29              | 217           | 324           |
| Dienstleistung               | 128             | 86              | 314           | 292           |

1) Betriebe mit Fläche in den Jahren 2010 und 1999

### Arbeitsmarkt, Pendeln
Im Jahr 2011 lebten 1875 Erwerbstätige in Haidershofen. Davon arbeiteten 380 in der Gemeinde, beinahe achtzig Prozent pendelten aus.

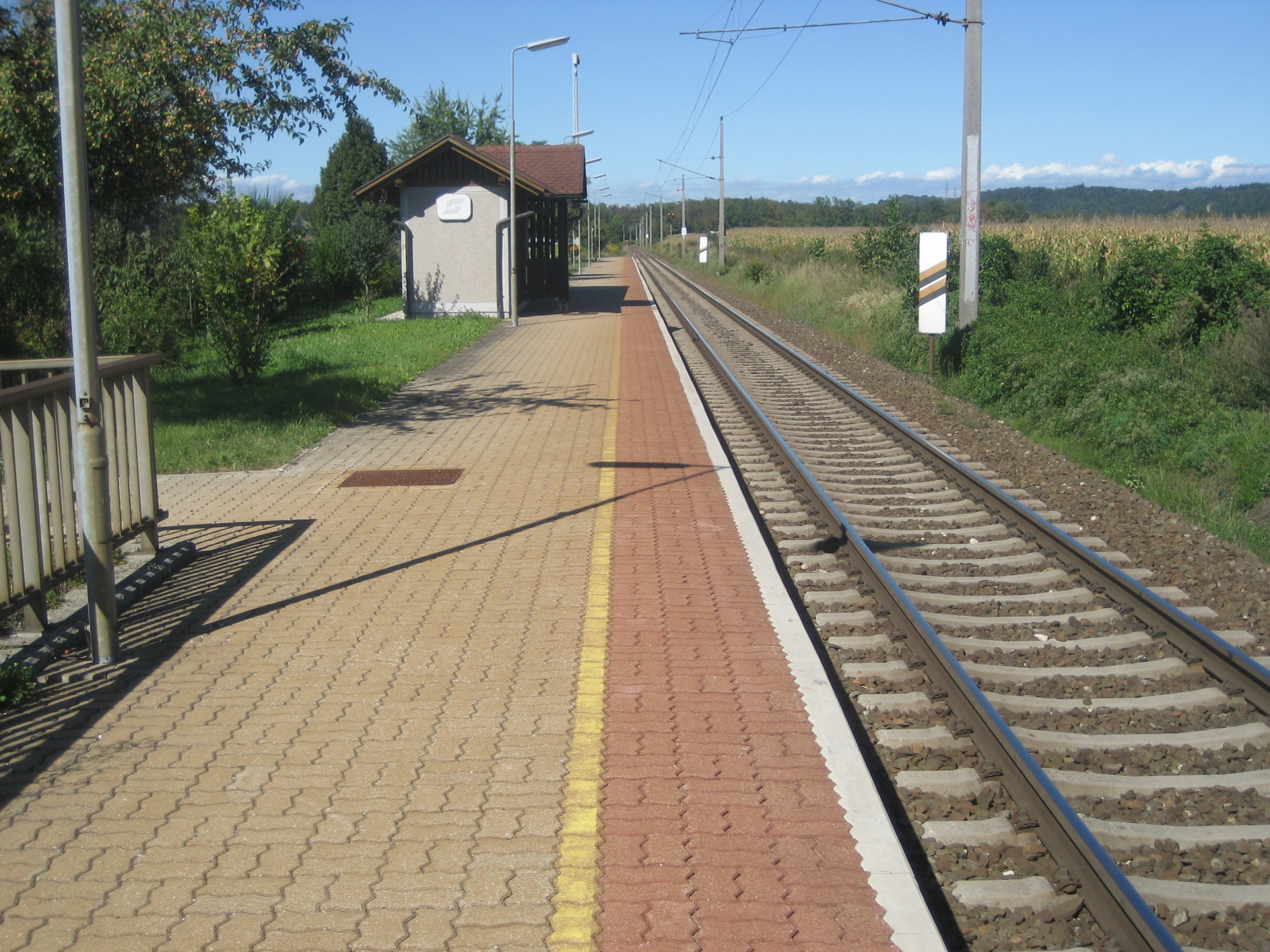
Bahnhof Dorf a. d. Enns

### Verkehr
Der Bahnhof Dorf a.d. Enns liegt an einer Teilstrecke der Rudolfsbahn.

### Öffentliche Einrichtungen
In der Gemeinde gibt es eine Volksschule und eine Neue Mittelschule.

## Politik

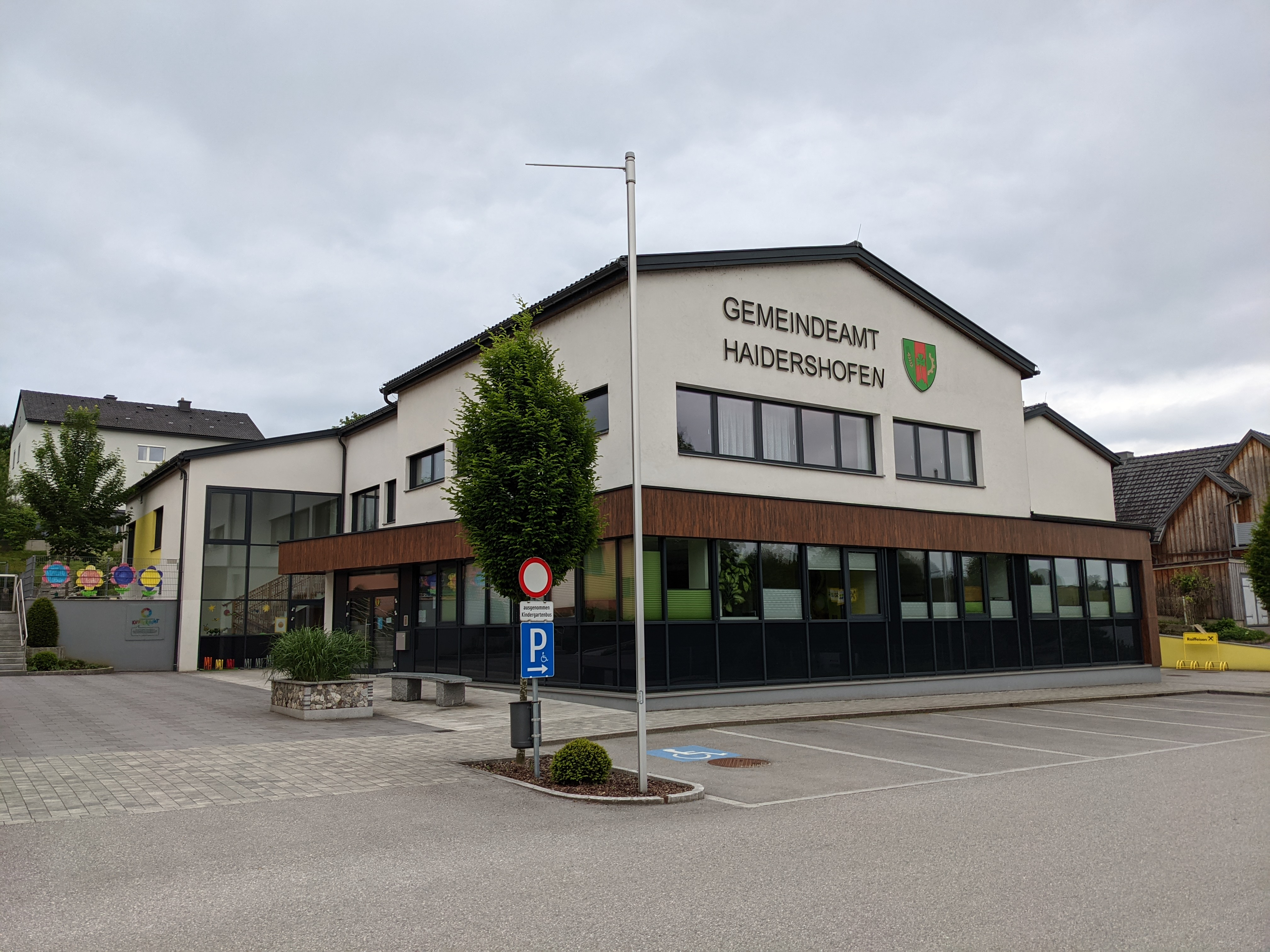
Gemeindeamt von Haidershofen, im Ortsteil Vestenthal gelegen.

### Gemeinderat
Der Gemeinderat hat 23 Mitglieder.
- Nach den Gemeinderatswahlen in Niederösterreich 1990 hatte der Gemeinderat folgende Verteilung: 15 ÖVP, 7 SPÖ und 1 FPÖ.
- Nach den Gemeinderatswahlen in Niederösterreich 1995 hatte der Gemeinderat folgende Verteilung: 14 ÖVP, 7 SPÖ und 2 FPÖ.[12]
- Nach den Gemeinderatswahlen in Niederösterreich 2000 hatte der Gemeinderat folgende Verteilung: 15 ÖVP, 6 SPÖ und 2 FPÖ.[13]
- Nach den Gemeinderatswahlen in Niederösterreich 2005 hatte der Gemeinderat folgende Verteilung: 16 ÖVP, 6 SPÖ und 1 Grüne.[14]
- Nach den Gemeinderatswahlen in Niederösterreich 2010 hatte der Gemeinderat folgende Verteilung: 17 ÖVP, 4 SPÖ und 2 Grüne.[15]
- Nach den Gemeinderatswahlen in Niederösterreich 2015 hatte der Gemeinderat folgende Verteilung: 17 ÖVP, 4 SPÖ und 2 Grüne.[16]
- Nach den Gemeinderatswahlen in Niederösterreich 2020 hat der Gemeinderat folgende Verteilung: 16 ÖVP, 5 SPÖ und 2 FPÖ.[17]
- Nach den Gemeinderatswahlen in Niederösterreich 2025 hat der Gemeinderat folgende Verteilung: 15 ÖVP, 4 SPÖ, 3 FPÖ und 1 UFH.[18]

### Bürgermeister
- 1945–1979 Rudolf Graf
- 1979–1989 Ernst Fröhlich
- 1989–1990 Franz Reitbauer
- 1990–2002 Johann Pferzinger
- 2003–2022 Manfred Schimpl[19]
- seit 2022 Michael Strasser

### Wappen
Das Gemeindewappen wurde der Gemeinde Haidershofen am 12. Mai 1987 durch die Niederösterreichische Landesregierung verliehen. Gleichzeitig wurden die Gemeindefarben „Grün-Rot“ genehmigt.
Blasonierung: „In grünem Schild ein roter Pfahl, darin auf grünem Dreiberg ein dreiblättriges grünes Kleeblatt, begleitet in Grün rechts von einer goldenen Ähre, links von einem halben goldenen Zahnrad.“

## Persönlichkeiten

### Ehrenbürger der Gemeinde
- Johann Pferzinger, Bgm. von 1990 bis 2002
- Franz Reitbauer, Bgm. von 1989 bis 1990
- Manfred Schimpl, Bgm. von 2003 bis 2022

### Personen aus der Geschichte der Gemeinde
- Hans Diesenreiter (1909–1978), Politiker für die NSDAP
- Rudolf Graf (1910–1979), ehemaliger Bürgermeister von Haidershofen

### Söhne und Töchter der Gemeinde
- Dora Dunkl (1925–1982), deutsch-österreichische Lyrikerin und Schriftstellerin
- Karl Mayrhofer (1908–1987), österreichischer Rechner und Astronom
- Gregor Mühlberger (* 1994), österreichischer Radrennfahrer